# Annalen van Egmond
De Annalen van Egmond (Latijn: Annales Egmundenses) (ontstaan ca. 1110-1205) zijn een verzameling middeleeuwse kronieken die de geschiedenis van de Abdij van Egmond en haar omgeving documenteren, en vormen daarbij het oudste Hollandse geschiedwerk. Het werk is een hoofdbron voor de vroege geschiedenis van het graafschap Holland. De Annalen hebben als hoofdbron voor de Chronicon Egmundanum gediend.
De Annalen van Egmond werden in de Sint-Adelbertabdij in Egmond-Binnen bewaard.

## Inhoud
De Annalen van Egmond bestaan uit verschillende delen, geschreven door verschillende auteurs in verschillende tijdperken. Deze kronieken bieden een chronologisch overzicht van belangrijke gebeurtenissen, variërend van natuurrampen en politieke omwentelingen tot kerkelijke gebeurtenissen en dagelijkse beslommeringen.
De annalen beschrijven talrijke politieke gebeurtenissen die de regio beïnvloedden. Zo documenteren ze de machtswisselingen binnen het graafschap Holland, conflicten tussen lokale edelen en de invloed van externe machten zoals het Heilige Roomse Rijk. De annalen vermelden ook belangrijke verdragen en allianties die werden gesloten en hoe deze de politieke situatie in de regio beïnvloedden.
Naast politieke gebeurtenissen bieden de annalen inzicht in de sociale en economische omstandigheden van de tijd. Ze beschrijven de impact van hongersnoden, epidemieën en andere rampen op de bevolking. Ook economische activiteiten zoals handel, landbouw en ambachten komen aan bod, evenals de rol van de abdij in de lokale economie.
Religie speelde een centrale rol in het middeleeuwse leven, en dit komt duidelijk naar voren in de Annalen van Egmond. Ze beschrijven de stichting van kerken en kloosters, de benoeming van bisschoppen en andere geestelijken, en belangrijke religieuze ceremonies en vieringen. De annalen tonen ook de invloed van de Abdij van Egmond op het religieuze leven in de regio, inclusief haar relaties met andere kloosters en de kerkelijke hiërarchie.

## Belang en invloed
De Annalen van Egmond zijn van onschatbare waarde voor historici die de middeleeuwse geschiedenis van Nederland bestuderen. Ze bieden een gedetailleerd en chronologisch overzicht van gebeurtenissen en ontwikkelingen die anders misschien vergeten zouden zijn. Door hun uitgebreide en diverse inhoud zijn de annalen een essentieel hulpmiddel voor het begrijpen van de historische context van de middeleeuwse samenleving.
De annalen stellen historici in staat nauwkeurige reconstructies te maken van middeleeuwse gebeurtenissen en hun impact op de samenleving. Ze bieden ook waardevolle informatie over de sociale en economische omstandigheden van de tijd, wat onderzoekers helpt een completer beeld te krijgen van het dagelijks leven in de middeleeuwen. Daarnaast bieden de annalen inzicht in de politieke machtsstructuren en de rol van religieuze instellingen in de samenleving.
Naast hun wetenschappelijke waarde hebben de annalen ook een belangrijke culturele impact. Ze dragen bij aan het historisch besef en de culturele identiteit van de regio. Veel van de verhalen en gebeurtenissen die in de annalen worden beschreven, zijn diep verankerd in de lokale folklore en tradities. De annalen zijn een bron van trots voor de bewoners van de regio en dragen bij aan het behoud van hun culturele erfgoed.
De Annalen van Egmond zijn geschreven in het Latijn, de lingua franca van de middeleeuwse intellectuele wereld. Dit maakt ze toegankelijk voor een breed publiek van geleerden en zorgt ervoor dat ze kunnen worden vergeleken met andere middeleeuwse kronieken uit Europa. De stijl van de annalen varieert, afhankelijk van de auteur en de periode waarin ze zijn geschreven. Sommige delen zijn beknopt en feitelijk, terwijl andere delen meer literaire beschrijvingen bevatten.